# Rob Oliphant
Robert Oliphant MP (sinh ngày 7 tháng 6 năm 1956) là một chính trị gia Canada và một bộ trưởng của Giáo hội Thống nhất. Ông phục vụ tại Hạ viện với tư cách là thành viên quốc hội Tự do cho việc tranh đua Toronto của Don Valley West từ năm 2008 đến năm 2011. Ông trở lại văn phòng sau khi tái đắc cử năm 2015 và sau đó vào năm 2019.
Rob hiện đang giữ chức vụ Thư ký Quốc hội cho Bộ trưởng Bộ Ngoại giao François-Philippe Champagne.

## Đời tư
Sinh ra và lớn lên ở Sault Ste. Marie, Oliphant học ngành thương mại và nghệ thuật tại Đại học Toronto, tốt nghiệp năm 1978, với bằng Cử nhân Thương mại.  Trong khi ở trường đại học, anh chèo thuyền trong đội chèo thuyền nam Varsity, và tham gia vào âm nhạc và chính trị của sinh viên.
Oliphant sống ở Sherwood Park, Toronto cùng với chồng, Marco A. Fiola, giáo sư tại Đại học Ryerson.